# Mormonia subnata
Mormonia subnata là một loài bướm đêm trong họ Noctuidae.